# Bente Geving
Bente Geving, född 29 september 1952 i Kirkenes, är en samisk-norsk fotograf och bildkonstnär.
Bente Geving växte upp i Asker och har bott flera år i Maastricht, Berlin och Hamburg. Efter sju år i Tinn i Telemark fylke är hon nu bosatt i Enebakk.
Bente Geving är representerad i samlingarna på Nordnorsk Kunstmuseum i Tromsø, Berlinische Galerie i Berlin, Preus Museum i Horten, Sogn og Fjordane Kunstmuseum och De Samiske Samlinger i Karasjok.
I flera av sina projekt har hon uppehållit sig med sitt samiska arv. I utställningarna Anna, Inga och Ellen på Fotogalleriet i Oslo 1988 och Glemte Bilder på Preus Museum i Horten 2005 var hennes släkt från Sandnes i Sør-Varanger ett centralt tema.
Hon fick arbetsstipendium från Kultursenaten i Berlin 1992. År 1999 fick hon ett ettårigt arbetsstipendium från Utvalget for statens stipend og garantiinntekter for kunstnere. År 2000 var hon stipendiat i Edvard-Munch-Haus i Warnemünde i Tyskland och 2002 mottog hon John Savio-stipendiet från Samisk kunstnerforbund. Hon har haft separatutställningar och deltagit i grupputställningar i flera europeiska länder sedan 1979. Hon är knuten till bildbyrån Samfoto.
Berit Geving har också en bakgrund som musiker, och deltog på 1970-talet i sånggruppen Amtmandens døtre. På 2000-talet har hon deltagit i kvinnobandet Halvsøstra.